# Galapagoslandleguaan
De galapagoslandleguaan (Conolophus subcristatus) is een hagedis uit de familie leguanen (Iguanidae).

## Naam en indeling
De soort werd voor het eerst wetenschappelijk beschreven door John Edward Gray in 1831. Oorspronkelijk werd de wetenschappelijke naam Amb. [lyrhynchus] subcristatus gebruikt. De hagedis is ook beschreven onder de geslachtsnaam Trachycephalus.

## Uiterlijke kenmerken
De leguaan wordt ongeveer 120 centimeter lang en kan op oudere leeftijd erg log en plomp worden. Uiterlijk ziet deze soort eruit als een gemiddelde leguaan; een driehoekige stompe kop, een duidelijk zijdelings afgeplat lichaam, een rugkam en een lange staart. De rugkam is klein en stekelig en loopt door tot in de nek. De kleur is overwegend grijsbruin, de bovenzijde van de rug is donkerder tot bijna zwart, de flanken, kop en poten zijn lichter tot geel gekleurd.

## Levenswijze
De galapagoslandleguaan leeft in de drogere en schralere, rotsachtige gebieden van de grootste eilanden in de vulkanische delen. Klimmen doet de leguaan niet graag, meestal ligt de hagedis te zonnen en schuilt onder een struik of rotsblok als het gaat regenen of de schemering intreedt. Doordat de soort al duizenden jaren lang afgezonderd is van andere leguanen heeft het dier wat andere aanpassingen. Het voedsel bestaat uit planten, voornamelijk cactusachtigen en soms kleine dieren als insecten. De leguaan kan een leeftijd bereiken van meer dan 20 jaar.

## Verspreiding en habitat
De galapagoslandleguaan komt endemisch voor op de Galapagoseilanden. De leguaan komt voor op de eilanden Fernandina, Isabela, Santa Cruz, Seymour Norte, Baltra en Plazas.

## Beschermingsstatus
Omdat vroeger honden en varkens zijn uitgezet op sommige eilanden, is de soort sterk achteruitgegaan, maar nadat in de jaren zeventig en tachtig maatregelen werden genomen en de eilanden van de 'vreemdelingen' werden ontdaan, is de soort nu weer redelijk algemeen, maar nog wel bedreigd en beschermd.
Door de internationale natuurbeschermingsorganisatie IUCN is de beschermingsstatus 'kwetsbaar' toegewezen (Vulnerable of VU).